# Dromornis australis
Dromornis australis es una especie extinta de ave anseriforme de la familia Dromornithidae. Apenas se tiene información sobre ella pero se sabe que habitó en Australia al igual que el Dromornis stirtoni. Es la especie tipo de su género.